# Raphael Kokas
Raphael Kokas (Vienna, 7 novembre 2004) è un pistard e ciclista su strada austriaco che corre per il la MaxSolar Cycling Team; si è laureato campione europeo Under-23 2023 nella specialità dell'americana.

## Palmarès

### Pista
- 2020

Campionati austriaci, Corsa a punti Junior
- 2021

Campionati austriaci, Inseguimento individuale Junior
Campionati austriaci, Corsa a eliminazione Junior
Campionati austriaci, Omnium Junior
Campionati austriaci, Corsa a punti Junior
Campionati austriaci, Scratch Junior
- 2022

Campionati austriaci, Omnium Junior
Campionati austriaci, Corsa a punti Junior
Campionati austriaci, Scratch Junior
Campionati austriaci, Corsa a eliminazione
Campionati austriaci, Omnium
- 2023

Campionati europei, Americana Under-23 (con Maximilian Schmidbauer)
- 2024

Campionati europei, Americana Under-23 (con Tim Wafler)
GP Novo Mesto, Corsa a punti

## Piazzamenti

### Competizioni mondiali
- Campionati del mondo su pista

Il Cairo 2021 - Scratch Junior: 8º
Il Cairo 2021 - Omnium Junior: 10º
Il Cairo 2021 - Corsa a eliminazione Junior: 12º
Tel Aviv 2022 - Scratch Junior: 8º
Tel Aviv 2022 - Corsa a punti Junior: 6º
Tel Aviv 2022 - Omnium Junior: 4º
Tel Aviv 2022 - Corsa a eliminazione Junior: 11º
Glasgow 2023 - Scratch: 12º
Glasgow 2023 - Corsa a eliminazione: 10º
- Giochi olimpici

Parigi 2024 - Americana: 14°

### Competizioni europee
- Campionati europei su pista

Apeldoorn 2021 - Scratch Junior: 8º
Apeldoorn 2021 - Corsa a eliminazione Junior: 4º
Apeldoorn 2021 - Omnium Junior: 9º
Apeldoorn 2021 - Corsa a punti Junior: 6º
Anadia 2022 - Omnium Junior: 22º
Anadia 2022 - Corsa a punti Junior: 9º
Grenchen 2023 - Corsa a eliminazione: 11º
Grenchen 2023 - Americana: 10º
Anadia 2023 - Scratch Under-23: 6º
Anadia 2023 - Americana Under-23: vincitore
Apeldoorn 2024 - Omnium: 9º
Cottbus 2024 - Americana Under-23: vincitore
Cottbus 2024 - Omnium Under-23: 7°
Cottbus 2024 - Corsa a eliminazione Under-23: 6°
Heusden-Zolder 2025 - Corsa a punti: 15º
Heusden-Zolder 2025 - Omnium: 16º
- Campionati europei su strada

Anadia 2022 - In linea Junior: ritirato